# Душа команды
«Душа команды» (исп. Llenos de gracia) — испанский фильм 2022 года режиссёра Роберто Буэсо. В ролях Кармен Мачи, Паула Усеро, Пабло Кьяпелла и другие.

## Сюжет
Действие происходит в 1994 году, на фоне чемпионата мира по футболу. Сюжет рассказывает о сестре Марине, очень неординарной монахине, которую летом направляют в закрывающийся приют «Эль-Парраль». Несмотря на то, что дети приветствуют Марину всевозможными шалостями, Марина постепенно помогает ученикам создать свою футбольную команду и становится для них настоящей семьей, которой они никогда не имели.

## В ролях
- Кармен Мачи — сестра Марина[1]
- Паула Усеро — сестра Анджелина[1]
- Анис Дорофтей — сестра Татьяна
- Пабло Кьяпелла — Рафа[1]
- Маноло Соло — викарий
- Нурия Гонсалес — настоятельница[1]
- Дайрон Таллон — Вальдо
- Адриан Лопес — Себас
- Пау Маркес — Бичи
- Адриан Марин — Рашид
- Диего Нейра — Хасон
- Диего Муньос — Томас
- Дивайн Огбебор — Эбауэ
- Виктор Понс — Дмитрий
- Алекс Бокисо — Уолтер
- Рубен Понс — Иван

## Создание
Сценарий написали Роберто Буэсо и Оскар Диас Крус. Фильм производства Misent Producciones, Mod Producciones и The Nun Producciones AIE при участии RTVE, Movistar Plus+ и À Punt Mèdia. Финансирование было получено от ICAA и Arcano Financión Audiovisual при поддержке Institut Valencià de Cultura. Фильм снимался в регионе Валенсия, включая такие локации как: Каркахенте, Бурхасот, Сан-Антонио-де-Бенагебер, Кеса, Патерна, Л’Элиана и Гандия.

## Релиз
«Душа команды» была выбрана для показа вне конкурса в качестве заключительного фильма 25-го кинофестиваля в Малаге 27 марта 2022 года. Распространяемый Paramount, фильм был показан в кинотеатрах Испании 24 июня 2022 года. Фильм также был показан на 52-м кинофестивале Giffoni в июле 2022 года.

## Награды и номинации
| Список наград и номинаций | Список наград и номинаций | Список наград и номинаций         | Список наград и номинаций | Список наград и номинаций | Список наград и номинаций |
| Кинопремия                | Дата церемонии            | Категория                         | Номинант(ы)               | Результат                 | Источник                  |
| ------------------------- | ------------------------- | --------------------------------- | ------------------------- | ------------------------- | ------------------------- |
| Giffoni Film Festival     | 2022                      | elements +10                      | Душа команды              | Номинация                 | [ 7 ]                     |
| Berlanga Awards           | 2022                      | Лучший фильм                      | Душа команды              | Победа                    | [ 8 ]                     |
| Berlanga Awards           | 2022                      | Лучший режиссер                   | Роберто Буэсо             | Номинация                 | [ 8 ]                     |
| Berlanga Awards           | 2022                      | Лучший сценарий                   | Роберто Буэсо             | Номинация                 | [ 8 ]                     |
| Berlanga Awards           | 2022                      | Лучшая операторская работа и свет | Виктор Энтреканалес       | Номинация                 | [ 8 ]                     |
| Berlanga Awards           | 2022                      | Лучший оригинальный саундтрек     | Висенте Ортис Гимено      | Номинация                 | [ 8 ]                     |
| Berlanga Awards           | 2022                      | Лучшая женская роль второго плана | Паула Усеро               | Номинация                 | [ 8 ]                     |
| Berlanga Awards           | 2022                      | Лучший менеджер по производству   | Лорена Льюх               | Победа                    | [ 8 ]                     |
| Berlanga Awards           | 2022                      | Лучший дизайн костюмов            | Джованна Рибес            | Победа                    | [ 8 ]                     |